# Lictor

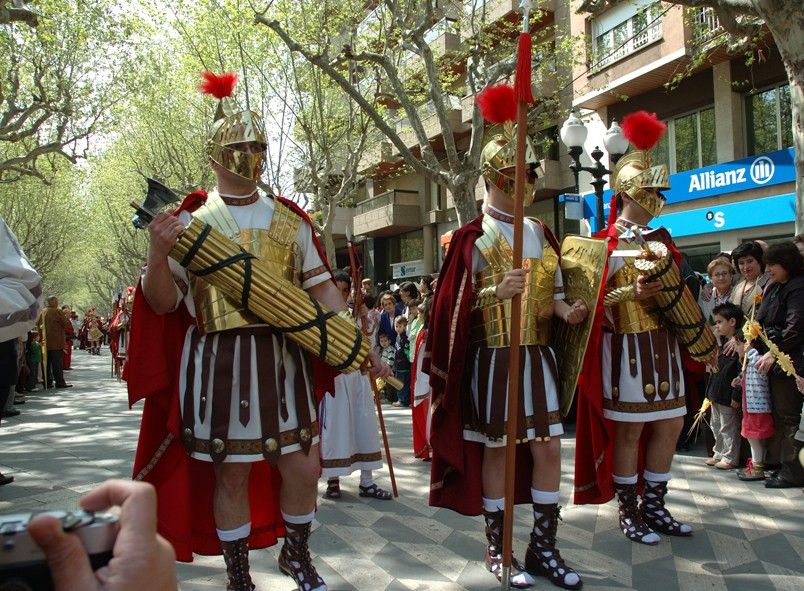
Representación moderna de lictores. Cada cónsul iba precedido por doce y el dictador por veinticuatro de ellos.

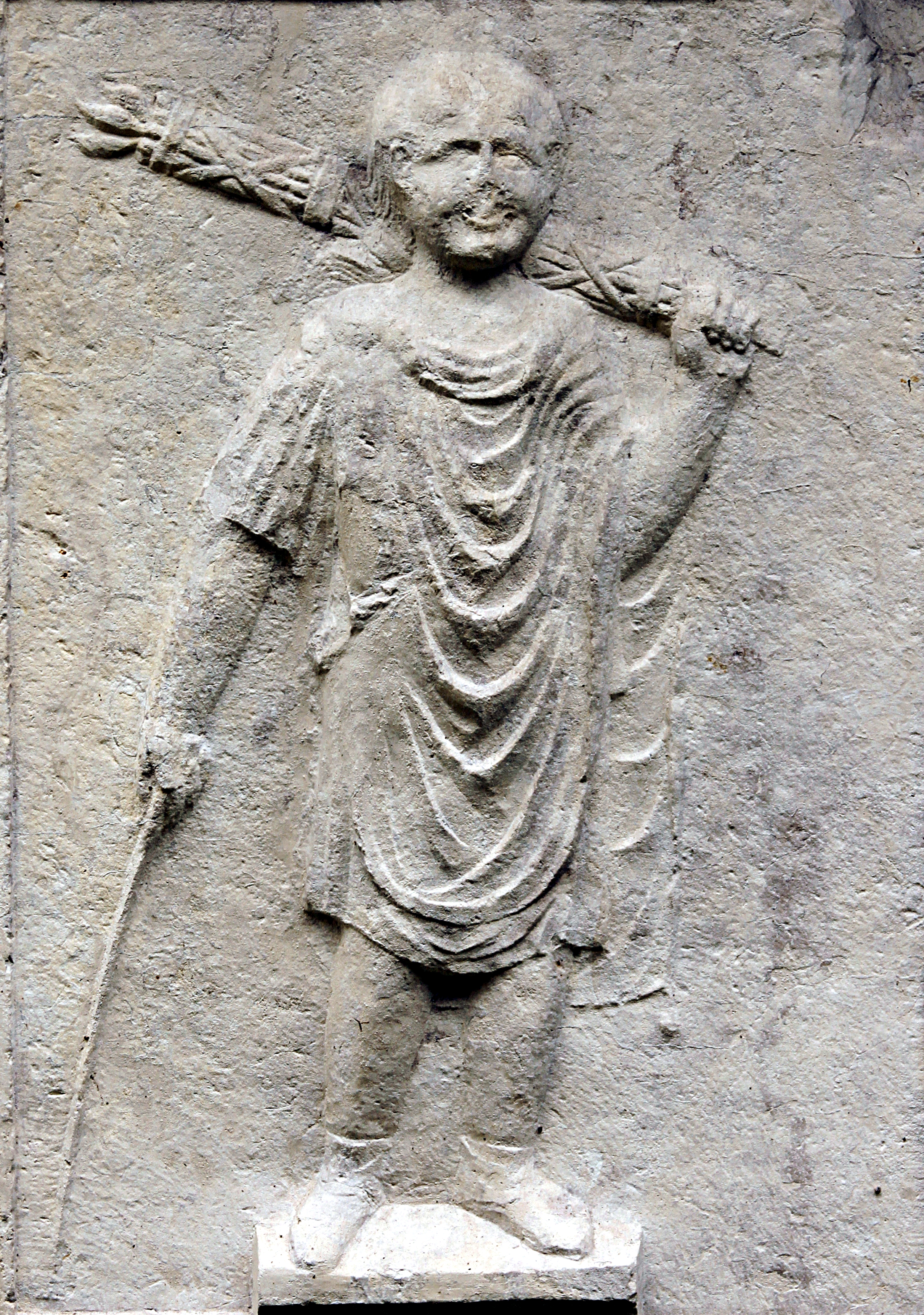
Relieve de un lictor en el museo arqueológico de Verona.

Lictores portando sus fasces.

El lictor (en plural, lictores) era un funcionario público que durante el periodo republicano de la Roma clásica se encargaba de escoltar a los magistrados curules, marchando delante de ellos, e incluso de garantizar el orden público y custodia de prisioneros, desempeñando funciones que hoy se podrían identificar con la policía.
Los lictores debían ser ciudadanos romanos de pleno derecho, aunque el sueldo y la condición social del cargo debieron de ser más bien escasos. El oficio de los lictores consistía sobre todo en ejecutar a los reos cuando estos eran ciudadanos romanos. Los extranjeros y los esclavos eran castigados por mano del verdugo (carnifex). Los lictores precedían también probablemente a la ejecución de los juicios dictados en materia civil. Además, avisaban a los que encontraban por los caminos para que prestasen el homenaje debido a los magistrados a quienes precedían, homenaje que consistía en echar pie a tierra los que iban a caballo y en apartarse y descubrirse la cabeza los peones.
De origen etrusco, eran los portadores simbólicos del imperium, es decir, de los derechos y prerrogativas inherentes a una autoridad concreta, constituyendo uno de los elementos más característicos del simbolismo constitucional romano. El derecho a ser escoltado pasó de los reyes a los magistrados con imperium.
Fuera de Roma, los lictores vestían túnica escarlata, ceñida por un ancho cinturón de cuero negro claveteado con latón, y portaban sobre el hombro izquierdo un haz de varas (fasces), en el que se encontraban insertas una o dos hachas, lo que simbolizaba la capacidad del magistrado cum imperio para castigar y ejecutar. En cambio, cuando se hallaban dentro del pomerium (la frontera sagrada de la ciudad de Roma), los lictores vestían toga blanca y fasces sin hachas, simbolizando la limitación del poder, pues no podían ejecutar a ningún ciudadano (aunque sí azotar).
Si bien se desconoce su número total, muy posiblemente fueran dos o tres centenares. Se hallaban agrupados y organizados en un colegio o agrupación, dentro de la cual se organizaban en decurias con un prefecto al mando de cada una y varios presidentes por encima de los prefectos.
El número de lictores indicaba el grado del imperium: el dictador tenía 12 (24 a partir de Sila) y la potestad para llevar hachas dentro del pomerium; los cónsules y procónsules, 12; pretores y propretores, 6; ediles curules, 2. El último lictor de la fila que acompañaba al magistrado en cuestión era el proximus lictor, y solía ser un hombre de confianza. Además, el flamen dialis era también acompañado por el lictor.
En un principio los lictores eran escogidos entre las clases inferiores del pueblo (plebs); pero más tarde parece que este empleo perteneció generalmente a los emancipados, probablemente a esclavos antiguos del magistrado y adictos a él. Los lictores pertenecían casi exclusivamente a los primeros magistrados de la república. Sin embargo, algunas veces se otorgaba esta escolta honorífica a ciertas personas ya como muestra de respeto, ya como protección. Así vemos que una ley de los triunviros ordenó que las vestales no saliesen sin ir acompañadas de un lictor y también se concedió uno o dos lictores a las mujeres de la sangre imperial.
También había otros lictores, en número de treinta, que se llamaban lictores curiati, los cuales tenían por oficio llamar al pueblo a los comicios por curias, y cuando estas asambleas no fueron ya más que una formalidad o poco más, los treinta lictores representaban en ellos los sufragios del pueblo.